# كارلو ساباتيني
كارلو ساباتيني (بالإيطالية: Carlo Sabatini)‏ هو مدرب كرة قدم ولاعب كرة قدم إيطالي، ولد في 23 سبتمبر 1960 في بيروجيا في إيطاليا. لعب مع نادي بيروجيا ونادي كومو.

## وصلات خارجية
- كارلو ساباتيني على موقع قاعدة بيانات كرة القدم.إي يو (الإنجليزية)
- كارلو ساباتيني على موقع عالم كرة القدم.نت (الإنجليزية)